# Wielkopolskie Centrum Pulmonologii i Torakochirurgii
Wielkopolskie Centrum Pulmonologii i Torakochirurgii im. Eugenii i Janusza Zeylandów – szpital pulmonologiczny i torakochirurgiczny zlokalizowany w Poznaniu, na Ogrodach, przy ul. Augustyna Szamarzewskiego. Pod względem organizacyjnym wywodzi się od oddziału gruźliczego w poznańskim Szpitalu Miejskim, zorganizowanego na nowo po zakończeniu II wojny światowej i w 1964 przekształconego w Ośrodek Walki z Gruźlicą. Po kilkukrotnych zmianach ośrodek uzyskał obecną nazwę, a potem przejął szpitale pulmonologiczne w Ludwikowie (2008) i Chodzieży (2013).
Tradycje walki z gruźlicą w Poznaniu sięgają końca XIX wieku (1899), kiedy to działał w mieście Poznański Związek Prowincjonalny dla Zwalczania Gruźlicy jako Choroby Społecznej (niem. Posener Provinzialverein zur Bekämpfung der Tuberkulose als Volkskrankheit). Po odzyskaniu przez Polskę niepodległości duże zasługi na tym polu ponieśli patroni centrum: Eugenia Zeylandowa i jej małżonek Janusz Zeyland, rozstrzelany przez Niemców na terenie warszawskiego Szpitala Wolskiego w dniu 5 sierpnia 1944.
Początki siedziby szpitala są związane z projektami budowy dużego i nowoczesnego Szpitala Miejskiego w miejscu obecnego placu Ludwika Waryńskiego. Częścią założenia szpitalnego miał być oddział gruźliczy od strony ul. Szamarzewskiego (zaplanowany do realizacji, jako pierwszy). Plany placówki przygotował Sylwester Pajzderski w 1928, ale z uwagi na wydatki związane z przygotowaniami do Powszechnej Wystawy Krajowej i załamaniem gospodarczym wielkiego kryzysu do realizacji projektu całej dzielnicy socjalnej na Jeżycach nigdy nie doszło. Wobec zaistniałych faktów oddział pulmonologiczny Szpitala Miejskiego umieszczono tymczasowo w budynku sierocińca przy ul. Szamarzewskiego, który powstał w latach 1927–1928 według projektu Władysława Czarneckiego. Po zniszczeniach II wojny światowej oddział został ponownie uruchomiony w 1946. Miał wówczas 110 miejsc, co było liczbą za małą na potrzeby ludności, w związku z czym podjęto decyzję o budowie wieloskrzydłowego gmachu na 260 miejsc w sześciu oddziałach, który zintegrowano ze starym budynkiem (ul. Szamarzewskiego 62). Założono też tereny zielone i sadzawki wokół.
W 1975 zintegrowano Zespół Specjalistyczny Chorób Płuc i Gruźlicy przy ul. Szamarzewskiego 62 z Wojewódzką Przychodnią Przeciwgruźliczą przy ul. Szamarzewskiego 84. O tego czasu szpital miał czterysta łóżek i dziesięć oddziałów (sześć męskich, trzy kobiece i jeden dziecięco-młodzieżowy). W latach 1996–1998 budynek przy ul. Szamarzewskiego 84 przekazano Akademii Medycznej. W latach 1998–2002 uruchomiono nową pracownię rehabilitacyjną, zbudowano centralną tlenownię i wzniesiono budynek kaplicy. Kolejne prace modernizacyjne następowały też w latach późniejszych – do 2014 unowocześniono oddziały: pulmunologiczne, torakochirurgii, anestezjologiczny i intensywnej terapii, blok operacyjny, laboratorium, poradnie, Zakład Mikrobiologii i administrację (przekształconą z dawnych pomieszczeń kuchennych). Zbudowano też trzykondygnacyjny aneks z izbą przyjęć i pomieszczeniami diagnostycznymi oraz przebudowano układ dróg dojazdowych.